# Veganer Honig

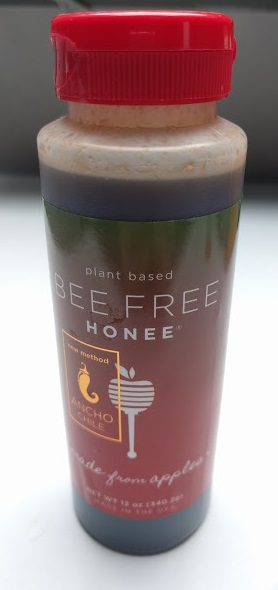
Flasche Süßungsmittel der Marke „Bee-Free-Honee“

Als veganer Honig werden verschiedene Süßungsmittel bezeichnet, die wie Kunsthonig als Lebensmittelersatz dienen und auf pflanzlichen Alternativen basieren. Veganer Honig stellt, trotz Namensähnlichkeit, keinen Honig im eigentlich Sinn dar, da unter anderem in der Europäischen Union die Verwendung des Begriffs Honig durch die Richtlinie 2001/110/EG vom  20. Dezember 2001 geschützt ist und die Begriffsverwendung für Ersatzprodukte verboten ist. Nationale Vorschriften wie die Honigverordnung in Deutschland gelten ergänzend.

## Beschreibung
Da der Begriff „veganer Honig“ nicht rechtlich definiert ist, gibt es Erzeugnisse verschiedener Zusammensetzung und Herstellung. Sie ähneln optisch und von der Konsistenz meist dem Vorbild Honig, schmecken süß und haben ähnliche Eigenschaften bei der Verwendung als Lebensmittel. Häufig bestehen sie aus Tapioka-Sirup oder ähnlichen stärkereichen Lebensmitteln wie Reis, Zuckerarten, Wasser, Süßungsmitteln und Lebensmittelzusatzstoffen. Üblich sind Marketing-Begriffe und Phantasienamen, welche einen Bezug zum Honig herstellen, z. B. „Honix“, „Koney“, „Ohnig“, „Wonig“, „Bee-Free-Honee“ oder „Zeronig“.
Als pflanzliche und künstliche Zusatzstoffen können zum Einsatz kommen: Aromastoffe, Farbstoffe, Konservierungsmittel, Säuerungsmittel, Stabilisatoren und Verdickungsmittel. Durch den Einsatz von Süßungsmitteln haben sie meist einen geringeren Zuckergehalt als andere Honig-Alternativen und Honig. Durch die Verwendung von Pflanzenteilen und Aromen werden übliche Honigsorten nachempfunden (Lavendel, Löwenzahn, Manuka).
International werden auch Erzeugnisse angeboten, die auf Fruktosesirup basieren, der durch genetisch modifizierte Bakterien verändert wurde.

## Pflanzliche Alternativen
In der veganen Ernährung werden häufig ausschließlich pflanzliche Produkte als Austauschprodukte für Honig verwendet, wenn auf dessen Verzehr verzichtet wird. Die Zuordnung von Honig ist dabei umstritten.
- Agavensirup (Agavendicksaft), Agavencreme
- Apfelkraut, Rübenkraut
- Ahornsirup, Maissirup
- Birnenhonig (Birnendicksaft)
- Fruchtsirup und Sirup aus Blüten (Reis- und Kokosblüten)